# Manuel Domínguez González
Manuel Domínguez González (Caracas, Venezuela, 25 de enero de 1974) es un político español, actual vicepresidente del Gobierno de Canarias y presidente del Partido Popular de Canarias, desde el 23 de enero de 2022. 
Fue alcalde de Los Realejos durante más de diez años. En concreto desde junio de 2007 hasta 2022, año en el cual dimitió para dedicarse a la política autonómica.

## Biografía
Hijo de padres emigrantes canarios, nació en Caracas, donde residía su familia. Pronto regresó a Tenerife, concretamente al municipio de Los Realejos, donde Manuel Domínguez pasó su infancia y donde reside en la actualidad. Está casado y tiene tres hijos, así como un hermano y una hermana menores que él.
Se licenció en Dirección y Administración de empresas en la especialidad de Marketing por la Escuela Superior de Management. Emprendió como autónomo en los sectores del marketing e inmobiliario en el norte de Tenerife.

## Inicios políticos
En las elecciones municipales de 2003 accedió por primera vez como concejal al Ayuntamiento de Los Realejos, dirigiendo el área de Hacienda, en un gobierno de pacto con Coalición Canaria. En el año 2007 revalida su acta pero se mantiene en la oposición. Y, al año siguiente es designado como secretario general del Partido Popular de Tenerife.
En julio de 2009 accede a Las Cortes Generales como diputado, en sustitución de Gabriel Mato Adrover, que cursó baja por ser candidato al Parlamento Europeo.

## Alcaldía del Ayuntamiento de Los Realejos
Tras la celebración de las Elecciones municipales de España de 2011, en las que obtuvo la mayoría absoluta en la corporación municipal, el 11 de junio fue elegido Alcalde de Los Realejos, siendo reelegido cuatro años después en las Elecciones municipales de España de 2015, ampliando el número de concejales de su grupo hasta un total de catorce. En las Elecciones municipales de España de 2019 sacó 15 concejales, consiguiendo un concejal más.   

## Consejero insular del Cabildo de Tenerife
Después de las Elecciones municipales de España de 2015, donde fue cabeza de lista al Cabildo Insular de Tenerife, fue nombrado consejero insular, compaginando esta labor con la alcaldía.

## Presidencia del Partido Popular de Tenerife
Desde 2011 fue presidente del Partido Popular de Tenerife. En 2017 es designado por Mariano Rajoy Brey como miembro de la Junta Directiva Nacional del Partido Popular. Ese mismo año, vuelve a ser elegido presidente insular del partido con un 99,6% de los votos recibidos de todos los comités locales. 
Sin embargo, el 27 de enero de 2022 dimitió de este cargo para ser presidente del Partido Popular de Canarias.

## Vicepresidente de Canarias
Tras las elecciones de mayo de 2023, el Partido Popular de Canarias llega a un acuerdo de gobierno junto con Coalición Canaria, además de otro de investidura con el anterior partido mencionado, así como con Agrupación Herreña Independiente y Asociación Socialista Gomera. 
De esta forma, Fernando Clavijo, de Coalición Canaria, presidiría el archipiélago, y el PP de Canarias ostentaría la vicepresidencia del Gobierno junto a otras cinco consejerías. 
Así, Manuel Domínguez, desde julio de 2023, es el vicepresidente del Gobierno de Canarias.